# Friedrich Preller der Jüngere

Friedrich Preller der Jüngere

Friedrich Preller der Jüngere (* 1. September 1838 in Weimar; † 21. Oktober 1901 in Blasewitz) war ein deutscher Landschafts- und Marinemaler.

## Leben

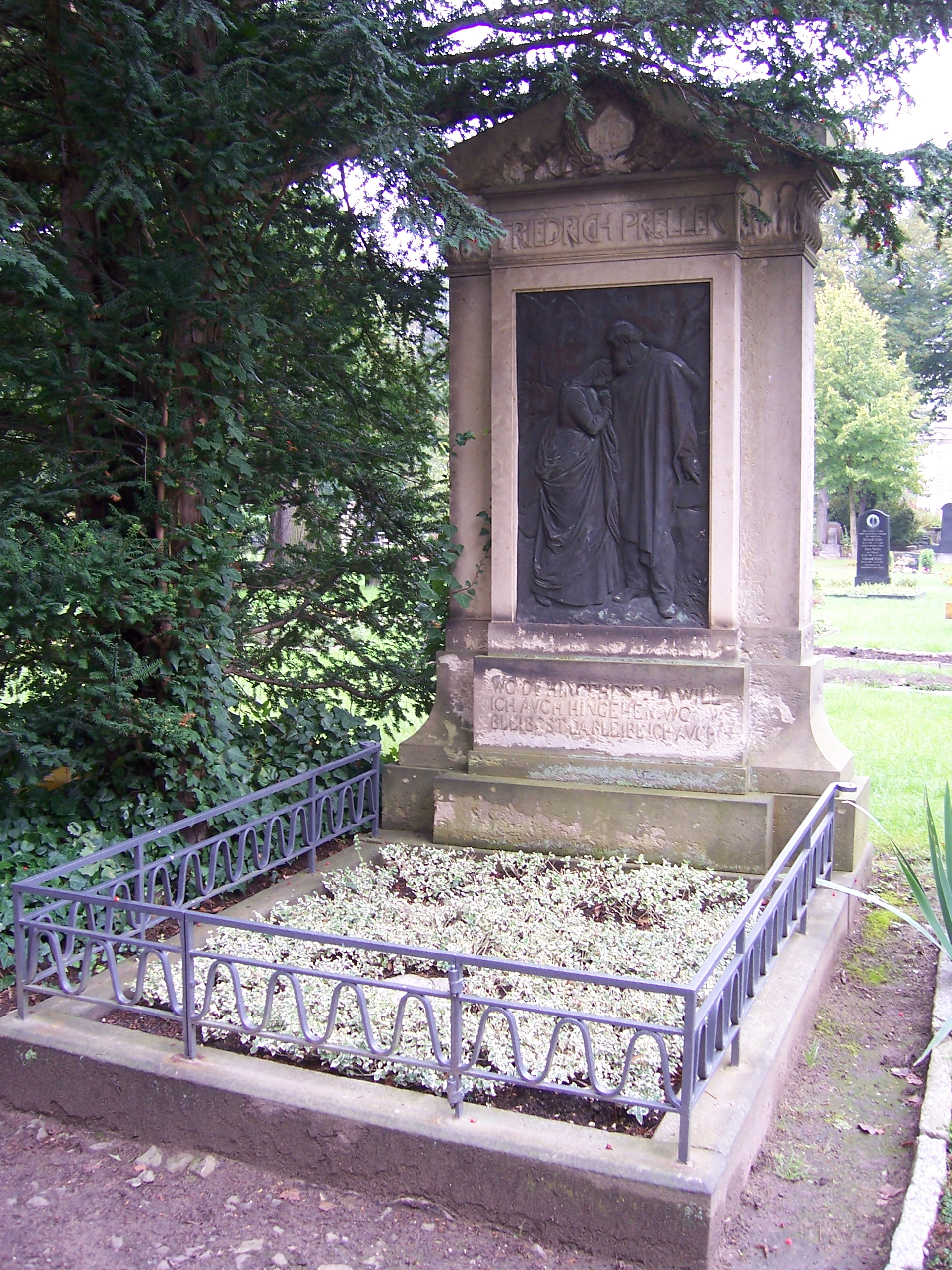
Grab Friedrich Prellers auf dem Johannisfriedhof in Dresden

Der jüngste Sohn des Malers, Radierers und Kunstprofessors Friedrich Prellers des Älteren (1804–1878) trat im Alter von 13 Jahren in das Atelier seines Vaters ein, nachdem er von diesem erste Unterweisungen im Zeichnen und Malen erhalten hatte. Er setzte sein künstlerisches Studium an seiner Seite fort. Im Sommer 1855 reiste er mit seinem Vater nach Jever in Friesland, um im nahegelegenen Neuenburger Urwald Naturstudien anzufertigen. Den Sommer 1858 verbrachte er mit jungen Malern des Düsseldorfer Malkastens und anderen Freunden in Kleinsassen, einem Dorf in den Rhön, das als „Malerdorf“ bekannt wurde. Im Jahr 1859 reiste er zusammen mit seinem Vater nach Rom und unternahm bis ins Jahr 1862 „zahlreiche Exkursionen an die Küste, nach Neapel (Sorrent) und Sizilien, um dort von der Natur die ursprüngliche Landschaft, den Schauplätzen der Odyssee, zu studieren.“
Im Jahr 1864 unternahm Preller erneut eine Studienreise nach Italien und siedelte nach seiner Rückkehr im Jahre 1866 nach Dresden über, wo er ein eigenes Atelier gründete und mit Auftragsarbeiten ab 1876 erste künstlerische Erfolge hatte. Im Jahr 1880 wurde er als Kunstprofessor an die Dresdner Akademie berufen und unternahm in den 1880er-Jahren erneut Studienreisen nach Italien und Rügen und 1891 nach Griechenland.
Preller wohnte ab 1884 in einem von ihm selbst entworfenen Haus in der Friedrich-August-Straße 6c in Blasewitz (jetzt Stadtteil von Dresden). Die Straße wurde 1921 nach der Eingemeindung von Blasewitz nach ihm in 'Prellerstraße' umbenannt, sein Wohnhaus hat heute die Hausnummer 32.
Er verstarb 1901 in Blasewitz und wurde auf dem Johannisfriedhof beigesetzt. Das Relief auf seinem Grabmal wurde von seinem Schwiegersohn, dem Bildhauer Richard König geschaffen; es zeigt den Künstler, wie er Pinsel und Farbenpalette weglegt, beim Abschied von seiner Frau vor dem Hintergrund der Alpen, wohin er die letzte Reise mit ihr gemacht hatte.

## Familie
Preller war verheiratet mit Antonie (genannt Toni) Auguste Cornelie Preller geb. Rathgen (* 23. März 1844, † 7. März 1923), einer Tochter des Juristen Bernhard Rathgen. Prellers Tochter Lucie war mit Richard König verheiratet, mit dem zusammen sie auch ein Buch über ihren Vater herausgab: Friedrich Preller d. J.: Eine Künstlerjugend. Es enthält Texte, die Preller selbst geschrieben hat. Prellers Tochter Elina heiratete den Maler Walther Witting. Eine weitere Tochter vermählte sich 1890 mit Kurt Morgenstern. Ein Vetter von Friedrich Preller d. J. war der Landschaftsmaler Julius Preller (1834–1914). Auch der Landschafts- und Marinemaler sowie Illustrator Louis Preller (1822–1901) war mit ihm verwandt, allerdings nur weitläufig.

## Schüler
- Karl Oskar Arends (1863–1932)
- Carl Arriens (1969–ca. 1930)
- Paul Baum (1859–1932)
- Fritz Beckert (1877–1962)
- Arthur Bendrat (1872–1914)
- Walter Besig (1869–1950)
- Paul Ehrenberg (1876–1949)
- Georg Estler (1860–1954)
- Adolf Fischer (1860–1918)
- Otto Fischer (1870–1947)
- Robert Förderreuther (1859–1906)
- Hermann Gattiker (1865–1950)
- Konrad Gebhardt (1881–1937)
- Wilhelm Georgy (1819–1887)
- Otto Goebel (1865–1903)
- Karl Hanusch (1881–1969)
- Hugo Friedrich Hartmann (1870–1960)
- Hans Richard Heinmann (1875–1947)
- Franz Hochmann (1861–1935)
- Otto Kaule (1870–1948)
- Eduard Krause-Wichmann (1864–1927)
- Hugo Kreyssig (1873–1933)
- Wilhelm Lehmann-Leonhard (1877–1954)
- Albert Ernst Mühlig (1862–1924)
- Paul Müller-Callnberg (1873–1943)
- Hugo Oehme (1873–1952)
- Karl Quarck (1869–1949)
- Max Schaffner (1881–1960)
- Rudolf Schramm-Zittau (1874–1950)
- Franz Oskar Bernhard Schreyer
- Erwin Spindler (1860–1926)
- Albert Stagura (1866–1947)
- Franz Trautsch (1866–1930)
- Arthur Trebst (1861–1922)
- Hans Unger (1872–1936)
- Walther Witting (1864–1940)

## Werke (Auswahl)

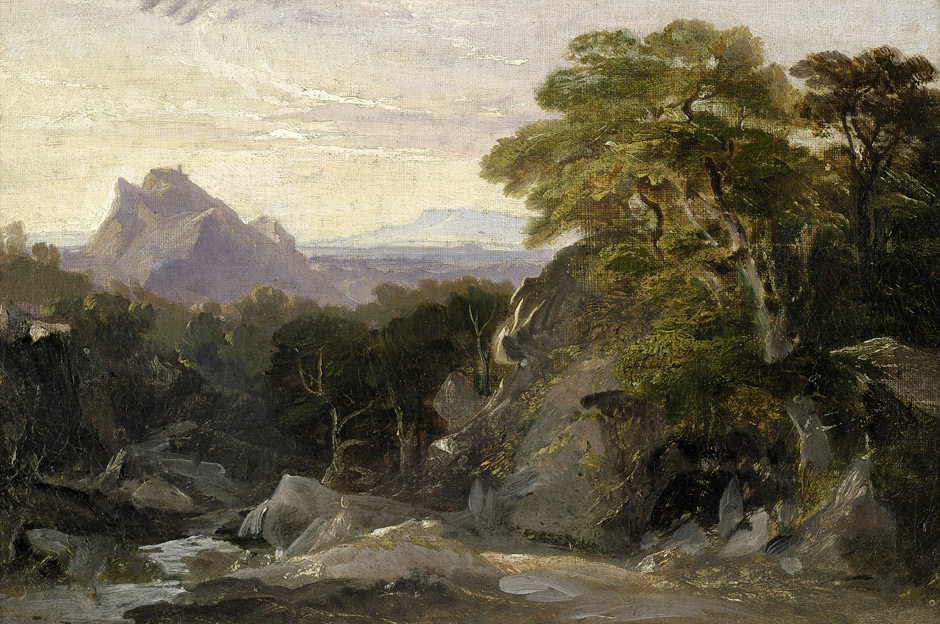
Blick auf Citivella, um 1896

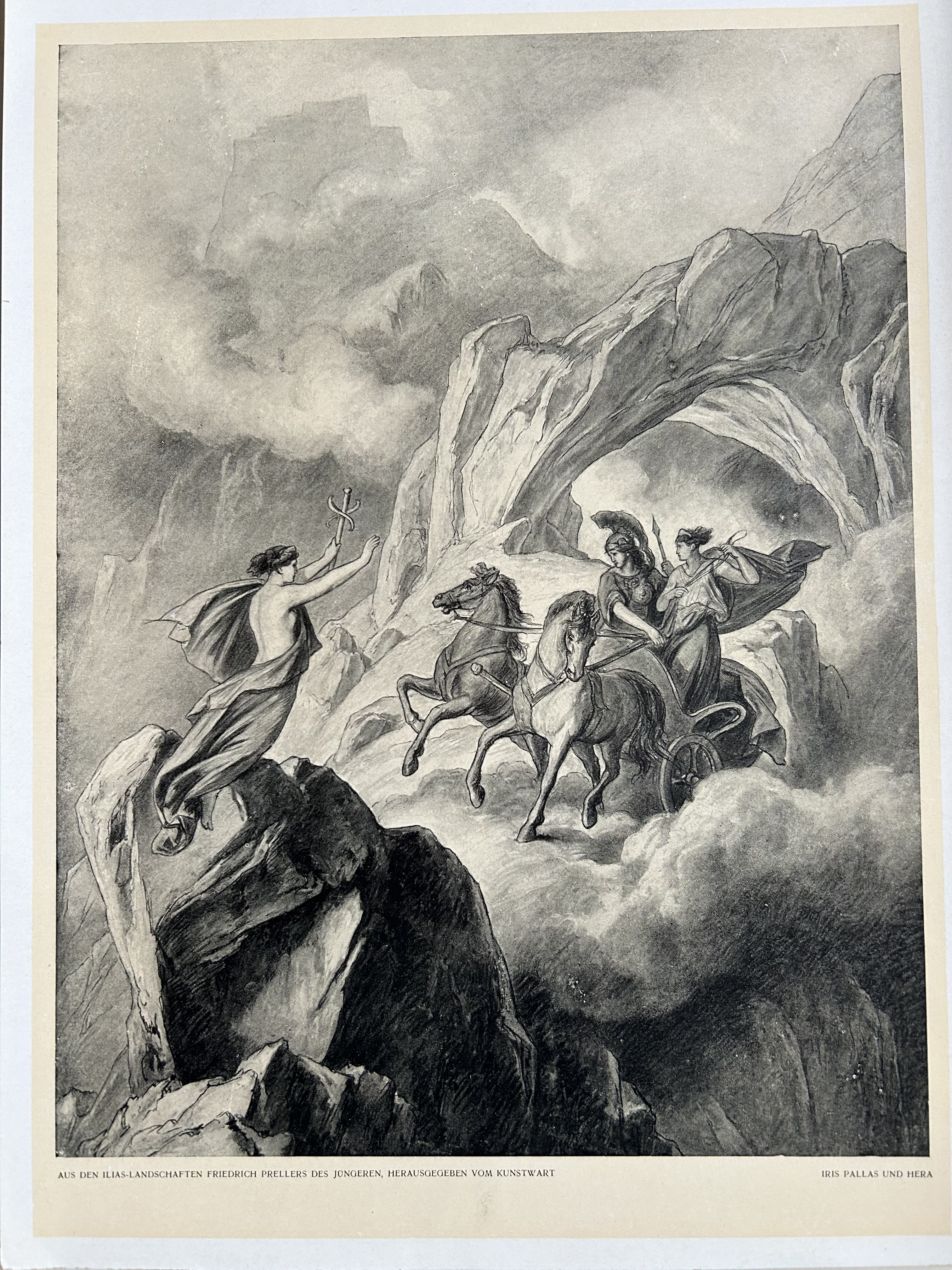
Iris Pallas und Hera

- 1858: Das Atelier Friedr. Preller’s des Älteren (Erstwerk)
- 1888: Eduard Petzold: Die Landschafts-Gärtnerei. Ein Handbuch für Gärtner, Architekten und Freunde der Gartenkunst. H. Haessel, Leipzig 1888 (Abbildungen von Friedrich Preller).
- 1890/91: Griechische Landschaften (Wandbilder), Dresden, Albertinum
- 1897: Wandbild Prometheus als Lichtbringer (zerstört), früher Wandelhalle am Albertinum der Universität Leipzig
- Zyklus mit Szenen aus dem Oedipusmythos (zerstört), früher in Dresden, Semperoper
- Zyklus mit Szenen aus dem Achillesmythos (zerstört), früher in Dresden, Semperoper
- Zyklus mit Szenen aus dem Herkulesmythos (zerstört), früher in Dresden, Semperoper
- Zyklus mit Szenen aus dem Mythos vom Goldenen Vlies (zerstört), früher in Dresden, Semperoper

## Schriften
- Friedrich Preller der Jüngere, Max Jordan (Hrsg.): Tagebücher des Künstlers. Kaufbeuren, 1904 München.